# Klan (Fernsehserie)
Klan (zu deutsch: Klan) ist eine polnische Seifenoper. Sie wird seit dem 22. September 1997 vom öffentlichen Fernsehsender TVP1 gesendet. Das Programm wird von Montag bis Freitag auf TVP1 um 18.00 Uhr ausgestrahlt. Wiederholungen werden auf TVP Polonia mit englischen Untertiteln gezeigt.
Die Serie behandelt das fiktive Mehr-Generationen-Schicksal der Warschauer Familie Lubicz. Sie gewann in den Jahren 1999 und 2000 den renommierten polnischen Fernsehpreis Telekamera in der Kategorie „Fernsehserie“. Am 20. Oktober 2016 wurde die 3000. Episode ausgestrahlt. Seit der 12. Staffel wird die Serie im Format 16:9 gesendet.
Von 1997 bis 2000 war Klan mit rund 10 Millionen Zuschauern die erfolgreichste Serie im polnischen Fernsehen. Zurzeit (2021) erreicht sie bis zu 2 Millionen Zuschauer.

## Besetzung
| Schauspieler                     | Rollenname            |
| -------------------------------- | --------------------- |
| Agnieszka Kotulanka              | Krystyna Lubicz       |
| Tomasz Stockinger                | Paweł Lubicz          |
| Barbara Bursztynowicz            | Elżbieta Chojnicka    |
| Andrzej Grabarczyk               | Jerzy Chojnicki       |
| Izabela Trojanowska              | Monika Ross           |
| Małgorzata Ostrowska-Królikowska | Grażyna Lubicz        |
| Piotr Cyrwus                     | Ryszard Lubicz        |
| Agnieszka Wosińska               | Dorota Lubicz         |
| Dorota Naruszewicz               | Beata Borecka         |
| Daniel Zawadzki                  | Michał Chojnicki (#2) |
| Paulina Holtz                    | Agnieszka Lubicz      |
| Kaja Paschalska                  | Aleksandra Lubicz     |